# Travisia lithophila
Travisia lithophila är en ringmaskart som beskrevs av Johan Gustaf Hjalmar Kinberg 1866. Travisia lithophila ingår i släktet Travisia och familjen Opheliidae. Inga underarter finns listade i Catalogue of Life.